# Gioco imparziale
In teoria dei giochi combinatoria, un gioco si dice imparziale se la gamma delle mosse permesse dipende solo dalla configurazione attuale e non da quale dei due giocatori deve muovere, e dove i guadagni sono simmetrici. In altri termini, in un gioco imparziale l'unica differenza tra i due giocatori è che all'inizio uno dei due muoverà per primo.
I giochi imparziali possono essere analizzati usando il teorema di Sprague-Grundy.
Alcuni esempi di giochi imparziali sono il nim, lo sprouts, kayles, Quarto!, cram e chomp.  Il Go  e gli scacchi non sono imparziali, in quanto ogni giocatore ha le sue pedine, dalla cui disposizione dipendono le possibili mosse.  Ci sono però casi anche di giochi, come Zertz e Chameleon, che sono non imparziali nonostante le pedine siano in comune tra i due giocatori: in questi giochi, infatti, i guadagni risultanti dalle mosse non sono sempre simmetrici.